# Louis Wyrsch

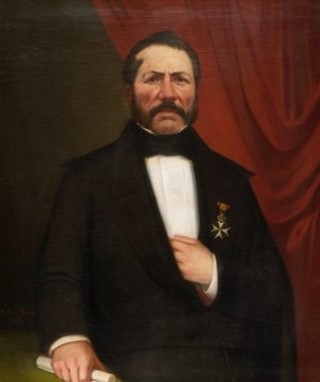
Louis Wyrsch gemalt von Karl Georg Kaiser

Franz Alois „Louis“ Wyrsch (* 2. Februar 1793 in Bellinzona; † 21. April 1858 in Ennetbürgen) war ein Schweizer Politiker und Militärkommandant und Kolonialoffizier in niederländischen Diensten im heutigen Indonesien.

## Leben
Louis Wyrsch war der Sohn des Landvogts der Riviera, Kommissars in Bellinzona und spanischen Hauptmanns Franz Alois Wyrsch und Marie Konstantia von Flüe.
Er erhielt seine Ausbildung am Königlichen Seminar San Pablo in Valencia und im Regiment seines Vaters, kam nach dessen Tod 1807 mit der Familie in die Heimat nach Nidwalden zurück. Er besuchte bis 1812 die Klosterschule Rheinau und machte anschliessend eine kaufmännische Lehre in Belfort.
1814 trat er als gemeiner Soldat in niederländische Militärdienste ein, nahm 1815 an der Schlacht bei Waterloo teil, wo er zum Korporal befördert wurde. Er trat dann in die holländischen Kolonialtruppen ein, kam 1816 nach Niederländisch-Indien, wo er an der Eroberung von Bali mitwirkte und wurde 1825 «Militär- und Zivilkommandant» der Süd- und Ostküste Borneos. Laut dem Historiker Bernard C. Schär leisteten allein im 19. Jahrhundert rund 5000 Schweizer Söldner Kriegsdienste in Niederländisch-Indien.
1832 kehrte er nach Unterwalden zurück, war 1834–1840 Obervogt, 1834–1837 Landmajor und 1840–1858 Landammann. Er befehligte im Krieg des Sonderbund 1847 das Nidwaldner Bataillon. 1849 war er Abgeordneter im Verfassungsrat und von 1850 bis 1857 Gemeindepräsident in Ennetbürgen.
Wyrsch heiratete in erster Ehe um 1824 Ibu Silla (auch Johanna van den Berg), eine javanische Malaiin. Aus dieser entstammt Alois Wyrsch, ein späterer Nationalrat. Ab 1834 war er in zweiter Ehe mit Theresia Stockmann verheiratet, die mit Jakob Wyrsch einen späteren Ständerat gebar.